# Zeddy Saileti
Zeddy Saileti (ur. 16 stycznia 1969 w Luanshyi) – zambijski piłkarz występujący na pozycji napastnika. Trener piłkarski.

## Kariera klubowa
Saileti karierę rozpoczynał w 1988 roku w Nkanie. Cztery razy zdobył z nią mistrzostwo Zambii (1988, 1990, 1992, 1993), a także cztery razy Puchar Zambii (1989, 1991, 1992, 1993). W 1994 roku przeszedł do fińskiego zespołu RoPS, grającego w pierwszej lidze. W 2001 roku spadł z nim do drugiej ligi, ale dwa lata później awansował z powrotem do pierwszej. W 2005 roku Saileti wraz z RoPS ponownie spadł do drugiej ligi, jednak w 2007 roku awansował z nim do pierwszej ligi. W 2009 roku zakończył karierę.

## Kariera reprezentacyjna
W reprezentacji Zambii zadebiutował w 1994 roku. W tym samym roku znalazł się w drużynie na Puchar Narodów Afryki. Zagrał na nim w spotkaniach ze Sierra Leone (0:0), Wybrzeżem Kości Słoniowej (1:0), Senegalem (1:0), Mali (4:0, gol) i Nigerią (1:2), a Zambia zajęła 2. miejsce w turnieju.
W 1996 roku ponownie został powołany do kadry na Puchar Narodów Afryki. Wystąpił na nim w meczach z Algierią (0:0) i Burkina Faso (5:1), a Zambia zakończyła turniej na 3. miejscu.